# Kozmološko načelo
Kozmolóško načêlo je v sodobni fizikalni kozmologiji osnovna predpostavka ali aksiom, po katerem ima vsak opazovalec v poljubnem času in neodvisno od svoje lege enako sliko Vesolja, oziroma na večjih razdaljah je Vesolje homogeno in izotropno. Načelo zmanjša število možnih kozmoloških teorij.
Lastnosti homogenosti in izotropnosti, ki ju predlaga kozmološko načelo, nakazujeta da Zemlja ni odlikovano mesto, in da je Vesolje na velikih razdaljah gladko (njegova zgradba ni npr. fraktalna).
Ena posledica kozmološkega načela je, da so veliki nezvezni sestavni deli Vesolja v mehanskem ravnovesju. Homogenost in izotropnost snovi v največjem obsegu dajeta slutiti da so največji nezvezni sestavni deli del ene zvezne oblike, podobno kot mrvice tvorijo sredico rezine kolača.